# S-10 Granat
L'S-10 Granat (in cirillico: C-10 Гранат; nome in codice NATO: SS-N-21 Sampson), anche noto con la denominazione 3K10, è un sistema missilistico imbarcato di origine sovietica, sviluppato negli anni ottanta dall'OKB Novator ed entrato in servizio presso le forze armate sovietiche nel 1984.
Progettato per l'impiego da sottomarino, l'S-10 Granat è basato sul missile RK-55 Relief (col quale spesso è erroneamente confuso anche a livello di designazione) ed è in grado di essere lanciato da un tubo lanciasiluri standard da 533 mm. È pensato per neutralizzare obiettivi sensibili quali: centri amministrativi, industriali e installazioni militari.
Al 2021, è ancora in servizio su alcune unità della flotta sottomarina della Federazione Russa, nonostante stia venendo progressivamente sostituito dai missili di nuova generazione Kalibr.

## Caratteristiche
L'S-10 è dotato di una guida inerziale che recepisce i le coordinate esatte del bersaglio e la rotta da seguire in fase di pre-lancio. In grado di volare ad un'altitudine compresa fra i 15 e i 200 metri ad una velocità di Mach 0,7.
Oltre al sistema inerziale, il missile da crociera dispone di apparecchiature che consentono di volta in volta di confrontare i dati memorizzati nella memoria del computer di bordo col profilo del terreno, con la rotta calcolata e con le misurazioni effettive del radioaltimetro in volo.

## Utilizzatori

### Presenti
- Russia

### Passati
- Unione Sovietica